# Jubelina
Jubelina là một chi thực vật có hoa trong họ Malpighiaceae.

## Loài
Chi Jubelina gồm các loài: